# Воронова, Мария Семёновна
Мари́я Семёновна Во́ронова (8 августа 1906, стеклозавод Медведева, Воскресенский уезд, Нижегородская губерния, Российская империя — 27 декабря 2001, Азаново, Медведевский район, Марий Эл, Россия) — советский государственный деятель. Заместитель Председателя Президиума Верховного Совета Марийской АССР I—II созыва (1938—1951). Член ВКП(б) с 1937 года.

## Биография
Родилась 8 августа 1906 года на стеклозаводе Медведева ныне Воскресенского района Нижегородской области.
В 1918 году окончила первый класс начальной школы на родине.
В 1922—1953 годах — приёмщица халяв, повар, резчица стекла, оператор, начальник смены, сортировщица на стеклозаводе Ленина Юринского района.
В 1937 году вступила в ВКП(б).
В 1938—1951 годах — заместитель Председателя Президиума Верховного Совета Марийской АССР I—II созыва, депутат Верховного Совета Марийской АССР.
Скончалась 27 декабря 2001 года в селе Азаново Медведевского района Марий Эл.